# Тарпеја
Тарпеја (лат. Tarpeia) је била весталска девица, кћи заповедника страже на Капитолу Спурија Тарпеја, која је за време рата Римљана са Сабињанима издала свој град за златну гривну сабињанском краљу Тацију и његовој момчади, што јој је уједно било последње што је учинила за живота. Исти су јој се одужили тиме што су је обасули гривнама и штитовима услед чега је несрећна девојка издахнула под великим бројем тих предмета. Првобитно је била сахрањена на поменутом брду које је по њој названо Тарпејско, да би за време краља Тарквинија Охолог њене кости биле пренете одатле, што је довело до тога да јој се времено име изгубило.